# Santerno Anonima Ferroviaria
La Santerno Anonima Ferroviaria (SAF) era una società per azioni costituita nel 1924 ad Imola allo scopo di completare la costruzione ed esercire la linea ferroviaria da Massa Lombarda a Castel del Rio.
Nacque dalla trasformazione della Società Italiana Ferroviaria Anonima Costruzioni ed Esercizi (SIFACE), costituita nel 1912 a Milano, che aveva attivato nel 1916 la prima tratta della ferrovia, da Imola a Fontanelice.
La SAF attivò nel 1934 la tratta da Imola a Massa Lombarda, rinunciando però al previsto prolungamento da Fontanelice a Castel del Rio. Nello stesso periodo, la società espresse l'intenzione di rilevare la ferrovia Castel Bolognese–Riolo Bagni, il cui esercizio era stato sospeso nel 1933, ma tale passaggio non riuscì a concretizzarsi.
La linea ferroviaria fu interrotta nel 1944 in seguito ai danni della seconda guerra mondiale, e non più ripristinata. La SAF continuò l'attività nel settore dei servizi automobilistici, sia urbani che interurbani (esercitando anche il raccordo ferroviario tra la stazione di Imola e lo zuccherificio cittadino) fino al 1º gennaio 1972, data nella quale le attività e i mezzi della SAF confluirono nell'Azienda Provincializzata Trasporti (APT); la società fu liquidata l'anno successivo.